# Лаграндж (Арканзас)
Лаграндж (англ. LaGrange) — місто (англ. town) в США, в окрузі Лі штату Арканзас. Населення — 52 особи (2020).

## Географія
Лаграндж розташований на висоті 66 метрів над рівнем моря за координатами 34°39′20″ пн. ш. 90°44′2″ зх. д. / 34.65556° пн. ш. 90.73389° зх. д. (34.655672, -90.733886).  За даними Бюро перепису населення США в 2010 році місто мало площу 0,57 км², уся площа — суходіл. В 2017 році площа становила 0,39 км², уся площа — суходіл.

## Демографія
Згідно з переписом 2010 року, у місті мешкало 89 осіб у 39 домогосподарствах у складі 22 родин. Густота населення становила 156 осіб/км².  Було 51 помешкання (89/км²). 
Расовий склад населення:
| - 57,3 % — білих - 40,4 % — афроамериканців |

До двох чи більше рас належало 2,2 %. Іспаномовні складали 0,0 % від усіх жителів.
За віковим діапазоном населення розподілялося таким чином: 27,0 % — особи молодші 18 років, 55,0 % — особи у віці 18—64 років, 18,0 % — особи у віці 65 років та старші. Медіана віку мешканця становила 36,8 року. На 100 осіб жіночої статі у місті припадало 140,5 чоловіків;  на 100 жінок у віці від 18 років та старших — 160,0 чоловіків також старших 18 років.
Середній дохід на одне домашнє господарство  становив 21 981 долар США (медіана — 18 750), а середній дохід на одну сім'ю — 30 167 доларів (медіана — 20 417). 
Цивільне працевлаштоване населення становило 27 осіб. Основні галузі зайнятості: сільське господарство, лісництво, риболовля — 66,7 %, науковці, спеціалісти, менеджери — 11,1 %, роздрібна торгівля — 7,4 %, публічна адміністрація — 7,4 %.
За даними перепису населення 2000 року в Лагранджі проживало 122 особи, 36 сімей, налічувалося 48 домашніх господарств і 55 житлових будинків. Середня густота населення становила близько 203,3 людини на один квадратний кілометр. Расовий склад Лагранджа за даними перепису розподілився таким чином: 43,44 % білих, 56,56 % — чорних або афроамериканців.
З 48 домашніх господарств в 22,9 % — виховували дітей віком до 18 років, 50,0 % представляли собою подружні пари, які спільно проживали, в 14,6 % сімей жінки проживали без чоловіків, 25,0 % не мали сімей. 20,8 % від загального числа сімей на момент перепису жили самостійно, при цьому 14,6 % склали самотні літні люди у віці 65 років та старше. Середній розмір домашнього господарства склав 2,54 особи, а середній розмір родини — 2,94 особи.
Населення містечка за віковим діапазоном за даними перепису 2000 року розподілилося таким чином: 22,1 % — жителі молодше 18 років, 11,5 % — між 18 і 24 роками, 19,7 % — від 25 до 44 років, 23,0 % — від 45 до 64 років і 23,8 % — у віці 65 років та старше. Середній вік мешканця склав 43 роки. На кожні 100 жінок в Лагранджі припадало 96,8 чоловіків, у віці від 18 років та старше — 93,9 чоловіків також старше 18 років.
Середній дохід на одне домашнє господарство в містечкі склав 22 708 доларів США, а середній дохід на одну сім'ю — 26 250 доларів. При цьому чоловіки мали середній дохід в 14 688 доларів США на рік проти 10 000 доларів середньорічного доходу у жінок. Дохід на душу населення в містечкі склав 11 516 доларів на рік. Всі родини Лагрейнджа мали дохід, що перевищує рівень бідності, 7,6 % від усієї чисельності населення перебувало на момент перепису населення за межею бідності, при цьому 11,3 % з них були старше 64 років.